# Wjatscheslaw Alexandrowitsch Chrynin
Wjatscheslaw Alexandrowitsch Chrynin (russisch Вячеслав Александрович Хрынин; * 10. August 1937 in Moskau; † 30. Oktober 2021 ebenda) war ein sowjetischer Basketballspieler.

## Biografie
Wjatscheslaw Chrynin spielte von 1954 bis 1958 für SKIF Moskau. Danach war er bei MBK Dynamo Moskau bis zu seinem Karriereende 1966 aktiv.
1963 gewann Chrynin mit der sowjetischen Nationalmannschaft bei der Weltmeisterschaft Bronze und Gold bei der Europameisterschaft. Bei den Olympischen Sommerspielen 1964 in Tokio gehörte Chrynin zum sowjetischen Aufgebot, das die Silbermedaille gewann.
1982 wurde er mit dem Orden der Völkerfreundschaft ausgezeichnet.